# Ostiberischer Sandläufer
Der Ostiberische Sandläufer (Psammodromus edwarsianus, Synonym Psammodromus edwardsianus), auch Östlicher Sandläufer genannt, ist eine Art der Sandläufer und lebt in Spanien und Frankreich. Sie galt lange Zeit als Unterart des Spanischen Sandläufers, der in drei Arten aufgeteilt wurde. Diese taxonomische Aufteilung wird jedoch nicht von allen Autoren anerkannt. Der wissenschaftliche Artname wurde zu Ehren von Alphonse Milne-Edwards vergeben. Häufig findet sich auch die Schreibweise Psammodromus edwarsianus.

## Merkmale
Kleine, zierliche Eidechse mit einer Kopf-Rumpf-Länge von maximal 5,1 cm bei den Männchen und 5,6 cm bei den Weibchen. Der relativ kleine, mäßig zugespitzte Kopf, sowie der Rumpf sind leicht abgeplattet. Das Unteraugenschild (Suboculare) stößt nicht an die Mundspalte, sondern ist von dieser durch ein Oberlippenschild (Superalabiale) getrennt. Die Schuppen der Oberseite sind rautenförmig und mit deutlichen Längskielen versehen. Jederseits finden sich 9–15 Schenkelporen, im Mittel bei den Männchen 12,5 und bei den Weibchen 11,7. Die Grundfarbe der Oberseite ist grau, graubraun oder kupferfarben bis braungelb. Darauf finden sich fünf oder mehr über den Rücken bzw. an den Flanken verlaufende Reihen gelblich-beigefarbener, selten grünlicher Flecken, die zu Längsbändern verschmelzen können. Quer zur Körperachse finden sich dunkle, barrenartige Flecken. Die Jungtiere sind wie die Erwachsenen gefärbt und gezeichnet.

## Verwechslungsarten
Vom Algerischen Sandläufer durch die deutlich geringere Körperlänge unterscheidbar. Der Algerische Sandläufer weist zudem oberseits durchgehende, helle Längsstreifen auf und die Männchen haben vor allem im Frühjahr rötliche Wangen und Kehlen. Beim Zentralspanischen Sandläufer (P. hispanicus) stößt das Unteraugenschild (Suboculare) direkt an die Mundspalte, und die Zahl der Schenkelporen ist niedriger (8 bis 12). Beim Ostiberischen Sandläufer fehlt meist eine oberseits grüne „Hochzeitsfärbung“, wie sie beim Zentralspanischen Sandläufer und Westiberischen Sandläufer häufig vorkommt.

## Verbreitung
Die Art kommt im östlichen und südöstlichen Spanien sowie entlang der Mittelmeerküste in Frankreich vor. Dabei kommt die Art auch abseits der Küstenregionen in den mediterran geprägten Gebieten vor. Das nördlichste Vorkommen findet sich im Rhônetal bei Romans.

## Lebensraum
Von Meeresspiegelhöhe bis in 1700 m über NN in der Sierra Nevada, meist aber unter 800 m. In Südfrankreich liegt das höchste Vorkommen bei 1130 m über NN. Besiedelt werden sandige und steinige Lebensräume mit lückenhafter, niedriger Vegetation aus Gräsern und Strauchwerk, sowie lichte Pinienwälder. Auch in trockenen Küstendünen mit Strandhafer ist die Art zu beobachten.

## Lebensweise
In den klimatisch begünstigten Küstenregionen, vor allem im Süden des Areals, sind die Tiere ganzjährig aktiv. Im Landesinneren wird dagegen von November bis Februar eine Winterruhe gehalten und in den trocken-heißen Sommermonaten sind die Tiere nur eingeschränkt aktiv. Paarungsverhalten und Reproduktion dürften dem des Zentralspanischen Sandläufers (P. hispanicus) gleichen.
Die Nahrung besteht vor allem aus Spinnen, Zikaden, Ameisen und Käfern. Als Feinde sind neben Eidechsen fressenden Schlangen (Westliche Eidechsennatter, Girondische Schlingnatter) verschiedene Vogelarten (Turmfalke, Rötelfalke, Mäusebussard, Rotmilan, Schleiereule) bekannt.

## Gefährdung
Vor dem Hintergrund der Artaufspaltung sind die Häufigkeit und Gefährdungssituation des Ostiberischen Sandläufers neu zu bewerten. In Südfrankreich gilt die Art gerade noch als ungefährdet, aber die zunehmende Überbauung der Küstenregionen und die fortschreitende Bewaldung nach der Aufgabe traditioneller landwirtschaftlicher Nutzungen könnte zu einer Gefährdung führen.

## Taxonomie
In der Erstbeschreibung des Autors Dugès, 1829 wurde die Schreibweise des Artnamens mehrmals als edwarsianus (ohne zweites d) wiedergegeben. Das führt bis heute zu Verwirrungen über die korrekte Schreibweise. Ungefähr die Hälfte aller Publikationen über diese Unterart bzw. Art verwendet nicht die originale Schreibweise, sondern spricht von Psammodromus edwardsianus, da diese Eidechse nach dem Naturforscher Henri Milne Edwards benannt wurde.